# 裴冕
裴冕（？—770年1月5日），字章甫，河东（今山西永济蒲州）人，出自河东裴氏定著五房之一的东眷裴。
世代為河东冠族。天宝初年，以门荫迁升為渭南县尉。御史中丞王鉷充任京畿采访使，表为判官。历官殿中侍御史。又官河西行军司马。天寶十五載（756年），奉詔入京為御史中丞，後至灵武，与杜鸿渐、崔漪等请太子李亨即位，七月十二日，太子在灵武城南楼即位，改元為至德元年，裴冕跪稱“臣稽首上千萬歲壽。”以裴冕为中书侍郎、同平章事。肅宗移幸鳳翔，为尚书右仆射。兩京平定後，以功封冀國公。
裴冕性豪侈，喜好车服、美食、名马，自创巾子，其状新奇，人争效之，号为“僕射樣”。他在代替杜鸿渐为宰相后，小吏以俸钱文簿呈献给他看，他见自己的俸钱每月有二千余贯，当着家中子弟的面，就喜笑颜开。

## 历官
- 天宝初，以门廕再迁渭南县尉。
- 任御史中丞、充京畿采访使王鉷的判官。
- 迁监察御史
- 殿中侍御史
- 河西节度使哥舒翰表为行军司马，
- 累迁员外郎中。
- 安史之乱，唐玄宗入四川，任裴冕为御史中丞兼太子左庶子，天下兵马副元帅。
- 至德元年（756年）七月十二日，五次劝进，唐肃宗即位，迁中书侍郎、同中书门下平章事。
- 因卖官鬻爵，大卖僧尼道士度牒，至德二载二月，肃宗至凤翔后，罢冕知政事，迁尚书右仆射。
- 十二月，唐朝收复两京，裴冕封冀国公，食实封五百户。
- 乾元元年（758年）六月初一日，为御史大夫、成都尹，持节充剑南节度副大使、本道观察使。
- 宝应元年（762年），唐代宗即位，充护山陵使。依附李辅国，举荐辅国亲昵术士中书舍人刘烜充山陵使判官。九月，刘烜坐法，裴冕坐贬施州刺史。数月，移澧州刺史.
- 广德二年（764年）二月，复征为尚书左仆射兼御史大夫，充东都、河南、江南、淮南转运使。
- 永泰元年（765年）三月初一日，左仆射裴冕、右仆射郭英乂、太子少傅裴遵庆、检校太子少保白志贞、太子詹事臧希让、左散骑常侍暢璀、检校刑部尚书王昂、高升、检校工部尚书崔涣、吏部侍郎李季卿、王延昌、礼部侍郎贾至、泾王傅吴令瑶等十三人，并为集贤院待诏。
- 大历四年（769年）十一月，门下侍郎、同中书门下平章事、卫国公杜鸿渐去世，宰相元载推举左仆射、冀国公裴冕代杜鸿渐同中书门下平章事，充东都留守、河南淮南淮西山南东道副元帅。裴冕大喜过望，手舞足蹈，拜倒在地，元载前去扶起，代他谢恩。拜相未盈月而卒，时大历四年十二月。代宗追悼，辍朝三日，赠太尉，赙制五百匹、粟五百石。

## 家族
- 曾祖裴懷感，灃州刺史。
- 祖父裴陟，滑州司馬。
- 父亲裴紀，萬年縣尉，贈司空。
- 女裴氏，法号释然，资敬寺尼。[3]
- 弟裴冔，太僕卿
- 弟裴嬰，諸城縣丞
  - 子裴正，檢校太常少卿兼御史中丞、襲冀國公
    - 孫裴殷，原王府諮議參軍、襲冀國公
    - 孫裴䍍（759-802年），字藏輝，河陰縣主簿、臨晉縣子

| 前任： 裴耀卿 | 唐朝尚书右仆射 （非宰相） 757年—762年 | 繼任： 郭英乂 |
| 前任： 郭子仪 | 唐朝尚书左仆射 （非宰相） 764年—769年 | 繼任： 崔圆   |

## 延伸阅读
[在维基数据编辑]
 在维基文库阅读此作者作品
 《舊唐書/卷113》，出自刘昫《舊唐書》
 《新唐書/卷140》，出自《新唐書》